# Dôme de Vilakh
Vilakh Tholus
Pour les articles homonymes, voir Vilakh.
Le dôme de Vilakh (désignation internationale : Vilakh Tholus) est un dôme situé sur Vénus dans le quadrangle de Diana Chasma. Il a été nommé en référence à Vilakh, déesse lakia/kazikumukh (Daghestan) du feu.